# 全国遊技機商業協同組合連合会
全国遊技機商業協同組合連合会（ぜんこくゆうぎきしょうぎょうきょうどうくみあいれんごうかい）とは、中小企業等協同組合法による協同組合として経済産業省（前通産省）の認可をうけた、全国のパチンコ販社組合の協同組合連合会組織である。略称は全商協。
1960年（昭和35年）に全国遊技機商業組合連合会（全商連）として発足（当時は任意組合だった）。1989年（平成元年）に協同組合の認可を受け現在の組織に改組されている。